# Algorisme de Floyd-Steinberg
L'algorisme de Floyd-Steinberg  s'utilitza en processament digital d'imatges. Aquest algorisme realitza un tramat (dithering) per la difusió de l'error de quantificació d'un píxel amb els seus veïns. En concret, 7/16 del seu error, s'afegirà al píxel de la dreta, 3/16 al píxel de la part inferior esquerra, 5/16 al píxel de la part inferior i 1/16 al píxel de la part inferior dreta.

## Exemple
Considerem la matriu dels valors dels píxels següent:
{\displaystyle {\begin{bmatrix}0.00&0.00&0.00\\0.00&1.00&0.00\\0.00&0.00&0.00\end{bmatrix}}}
Si el valor del centre és quantificat a zero i l'error es difon per l'algorisme de Floyd-Steinberg, la matriu resultant serà la que es mostra a continuació:
{\displaystyle {\begin{bmatrix}0.00&0.00&0.00\\0.00&0&0.44\\0.19&0.31&0.06\end{bmatrix}}}
Aquest algorisme pot utilitzar per una simple resolució del problema del camí més curt de teoria de grafs.